# La profecía del águila
La profecía del águila (Título original: The Eagle's Prophecy) es el sexto libro de la serie Águila de Simon Scarrow. Esta saga narra las peripecias de dos centuriones, Cato y Macro, en las legiones del Imperio Romano a mediados del siglo I d. C.

## Argumento
Los centuriones Macro y Cato, permanecen en Roma a la espera de que se les asigne un nuevo destino en las legiones ya que todavía está pendiente de resolución la pena de muerte que pesa sobre Cato y las sospechas contra ambos por el asesinato del centurión Maximio en Britania.
El secretario imperial Narciso requiere sus servicios para llevar a cabo una misión secreta al servicio del emperador Claudio. Si la resuelven satisfactoriamente podrán olvidar sus problemas con la justicia.
Los dos protagonistas deberán unirse a la flota romana de Rávena como centuriones de la armada para llevar a cabo una campaña contra los piratas que asolan el Adriático. Macro y Cato deberán recuperar unos documentos que el líder de los piratas, Telémaco, robó a uno de los agentes de Narciso. Unos documentos de gran importancia tras los que también van los enemigos del emperador, la sociedad secreta conocida como Los Libertadores que pretenden reinstaurar la República.
Para llevar a cabo la misión, Cato y Macro contarán con la ayuda del nuevo prefecto de la flota, Vitelio, el que fuera tribuno superior de la Legio II Augusta y enemigo de los dos centuriones. A la amenaza de los piratas se une la del propio Vitelio y la de un traidor que mantiene informados a los piratas de todos los movimientos de la flota romana.
Vitelio no dudará en intentar apoderarse de los documentos para su beneficio personal, pero sus errores en el inicio de la campaña contra los piratas propiciarán la llegada de Vespasiano (quien fuera legado de la Segunda legión) como nuevo prefecto de la flota.